# Ocyptamus willistoni
Ocyptamus willistoni är en tvåvingeart som beskrevs av Thompson 1976. Ocyptamus willistoni ingår i släktet Ocyptamus och familjen blomflugor. Inga underarter finns listade i Catalogue of Life.